# Stavnja
Stavnja je rijeka u središnjoj Bosni i Hercegovini, desni pritok Bosne.
Izvire na uzvisini kod planine Zvijezde kod Vareša (taj se gradić smjestio u kotlini Stavnje), a u Bosnu se ulijeva u Ilijašu. Dužina Stavnje je 30,4 kilometra.
Predio je bogat toponimima iz staroslavenske mitologije. Vrelo Stavnje je u podzemnom jezeru u špilji imena Pećina. Špilja je otvorena i ka jugu i ka sjeveru i kroz nju je cesta od Vareša ka Olovu. Ka sjeveru je otvorena prostranoj krškoj udolini imena Ponikva. Iza nje počinje planina Zvijezda. Od Pećine i vrela Stavnje proteže se uz desnu obalu Stavnje brdo - gorsko bilo Velež (bog Veles) u pravcu sjever-jug. Brdo se proteže sve do udoline Pet potoka u kojoj se pet potoka ulijeva u potok Varešac koji nakon kratka toka ulijeva se u Stavnju. Na južnom kraju Veleža je uzvisina Oglavić, na kojoj su ostatci crkve sv. Ilije, od starine kultno mjesto. Crkva čuva kontinuitet Perunova kulta, jer kult sv. Ilije kršćanski je nastavak kulta poganskoga boga gromovnika. U toj dolini bilo je selo Potoci, danas zatrpano otpadnim kamenjem iz ovdašnjih rudnika. Iza udoline je masiv gore Peruna. Prema jugozapadu se uzdiže, iza te udoline, uz desnu obalu Stavnje. S vrela blizu vrha te gore teče potok Perun koji se ulijeva u Stavnju. Uz lijevu obalu Stavnje uzdiže se južni izbojci jako razvedene planine Zvijezde. Prostiru se sve do visoko smještena zaravanka na kojemu je selo Stupni Do. Južno uz lijevu obalu Stavnje je gora Bogoš, manje masivna od Peruna. Proteže se nasuprot Perunu. Jedan manji vrh na tom hrptu zove se Zmajevac (Zmajevica) i vrelo Zmajevičko vrelo iz kojeg izvire potok Perun.

## Vanjske poveznice
- Bobovački list br. 96  Arhivirana inačica izvorne stranice od 21. kolovoza 2010. (Wayback Machine) Željko Ivanković: KAKO JE RIJEKA STAVNJA DOBILA IME I ZMIJOLIK OBLIK (iz nove knjige priča za djecu Odrastanja)